# Красные лори
Красные лори (лат. Eos) — род попугаеобразных. Эндемик островов восточной Индонезии. Ареал — леса, кокосовые плантации и мангровые заросли.

## Внешний вид
Оперение преимущественно красное, с синими, фиолетовыми или черными отметинами. Длина тела от 24 до 31 см. Клюв красно-оранжевый, глаза красно-коричневые, ноги серые. У самцов и самок одинаковая окраска.

## Виды
Международный союз орнитологов относит к роду 6 видов
| Русское и латинское названия                | Фотография | Ареал                                                            |
| ------------------------------------------- | ---------- | ---------------------------------------------------------------- |
| Сине-красный лори (Eos histrio)             |            | Талаудские острова и острова Санги                               |
| Чешуйчатый красный лори (Eos squamata)      |            | Западная часть Новой Гвинеи и северная часть Молуккских островов |
| Красный лори (Eos bornea)                   |            | От южной части Молуккских островов до островов Кей               |
| Синеухий красный лори (Eos reticulata)      |            | Некоторые из Танимбарских и Бабарских островов                   |
| Чернокрылый красный лори (Eos cyanogenia)   |            | острова Схаутен                                                  |
| Полумасковый красный лори (Eos semilarvata) |            | остров Серам                                                     |